# Operation Flashpoint: Dragon Rising
Operation Flashpoint: Dragon Rising — компьютерная игра в жанре тактического шутера, выпущенная компанией Codemasters в 2009 году. Она не является сиквелом игры Operation Flashpoint: Cold War Crisis, продукта Bohemia Interactive. Действие игры происходит на вымышленном богатом нефтью острове Скира, реальный прототип которого — остров Кыска на Дальнем Востоке, вокруг острова разворачивается вооружённый конфликт с участием России, США и Китая. В качестве движка был использован Ego.

## Сюжет
Как таковой сюжет в игре отсутствует — за исключением начального и финального ролика игроку не сообщается ни информация о конфликте, ни о ситуации в мире.
В XV веке остров Скира был присоединён к Китаю, однако вскоре его начали колонизировать Япония и Россия. В 1905 году остров отошёл к Японии, а в 1945 году — к СССР. На острове были обнаружены крупные залежи нефти и газа, однако СССР не обладал технологиями, позволяющими вести их добычу. В 2002 году Россия получила эти технологии в результате союза с США. В 2010 году, после экономического кризиса 2008—2009 годов экономика Китая оказалась на грани коллапса. Китайские войска вторгаются на Скиру, правительство России не в состоянии выдворить их дипломатическими методами. Россия, предвещая полномасштабную войну на суше на Дальнем Востоке, обращается за помощью к США для выдворения китайских сил со Скиры.

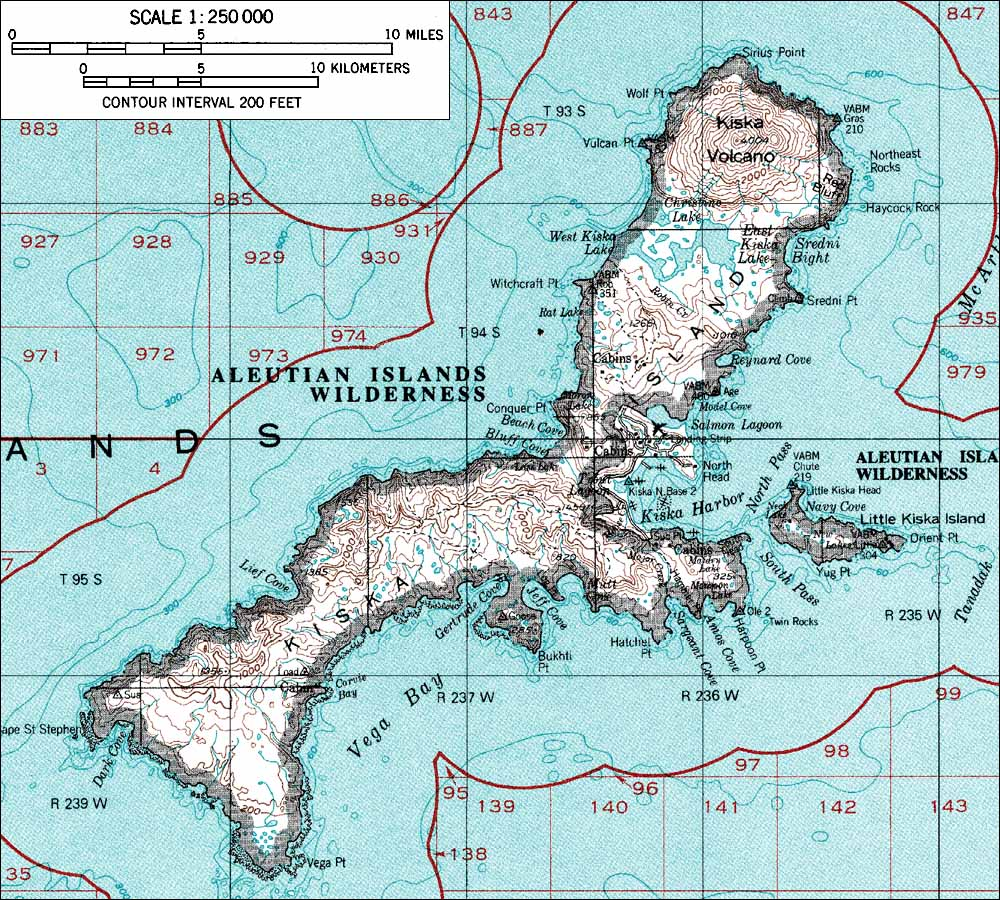
Прототипом острова Скира является остров Кыска, один из островов Алеутской гряды

## Геймплей
Игра является тактическим шутером. Реалистичность заключается в модели повреждения — она полностью основана на баллистике. Если игрок получил несмертельное ранение, у него начинается кровотечение, которое нужно остановить в течение некоторого времени перевязав рану, иначе игрок истечёт кровью. Попадания в различные части тела сильно влияют на поведение бойца (например, попадание в руку ухудшит прицеливание). Бои обычно ведутся на больших дистанциях (100—300 метров). Сохранения осуществляются автоматически в контрольных точках, обычно 3-4 раза за миссию.
Остров, на котором разворачиваются действия, огромен и полностью открыт для перемещения. Отсутствуют так называемые «стеклянные стены», перемещения игрока ограничиваются лишь размерами острова. Это значительно увеличивает свободу тактических решений — игрок сам выбирает свой маршрут, может использовать местность для скрытного передвижения и защиты от вражеского огня. На островах существуют горные массивы, холмы, леса, поля, несколько озёр, кустарник, развалины монастыря и форта, дороги, аэродромы, база подводных лодок, здание исследовательского комплекса «Белый клык», нефтедобывающие установки, маленькие населённые пункты, а также вулкан.
Благодаря новому движку крупномасштабные сражения не сильно нагружают компьютер (даже среднего уровня).
Многие игроки также отмечали низкий интеллект компьютерных персонажей — вражеские NPC даже не обращают внимания на то, что по ним ведётся огонь, а своя техника нужна только для того, чтобы защищать её от гранатометчиков и зенитчиков противника. В большинстве миссий уничтожение единственного танка или самолёта ведет к провалу. Для сравнения, в оригинальной Operation Flashpoint и современной серии ArmA уничтожение средств поддержки затрудняет прохождение, но не ведёт к провалу, что выглядит гораздо реалистичнее. Персонаж так же как и в оригинальной игре не умеет прыгать, но есть возможность перелезать через мелкие развалины высотой по пояс. В оригинальной кампании доступно достаточно мало образцов оружия.
Серьёзную критику вызвала ограниченная разрушаемость объектов в игре. Техника не может преодолевать лесные массивы, при этом спокойно ломая стены, заборы и прочие техногенные объекты.
При ранениях раздаются крики, агония взывающих о помощи. Прохождение кампании добавляет возможность играть на других картах в мультиплеере.

## Саундтрек
| №   | Название      | Длительность |
| --- | ------------- | ------------ |
| 1.  | «Menu Theme»  | 5:57         |
| 2.  | «Look & Feel» | 3:53         |
| 3.  | «Dev Diary»   | 3:48         |
| 4.  | «Guns»        | 1:18         |
| 5.  | «Combat»      | 1:43         |
| 6.  | «Vehicles»    | 1:41         |
| 7.  | «Release»     | 1:21         |
| 8.  | «Multiplayer» | 1:59         |
| 9.  | «Skira»       | 2:53         |
| 10. | «End Credits» | 1:16         |

## Отзывы и оценки
| Сводный рейтинг    | Сводный рейтинг                        |
| Агрегатор          | Оценка                                 |
| ------------------ | -------------------------------------- |
| GameRankings       | ПК: 75,69 % X360: 75,42 % PS3: 75,24 % |
| Metacritic         | 76                                     |
| Иноязычные издания |                                        |
| Издание            | Оценка                                 |
| Eurogamer          | 7/10                                   |
| GameSpot           | 7,5/10                                 |
| GameTrailers       | 7,1/10                                 |
| IGN                | 8,1/10                                 |
| OXM                | 8/10                                   |
| VideoGamer         | 7/10                                   |
| X-Play             | [ 12 ]                                 |
| Bit-tech           | 5/10                                   |
| Games Xtreme       | 8,5/10                                 |
| Gaming Union       | 8/10                                   |

Один из крупнейших российских игровых ресурсов Absolute Games поставил игре 60 %. Рецензент отметил слабую атмосферность, неразрушаемость окружения, недоработки геймплея — например на острове много укрытий, но нельзя высовываться из-за них, а также сюжет «которому позавидовал бы Том Клэнси».
Зарубежные издания отметили слабый ИИ противников и недоработанность игры, но при этом отметили уникальный и интересный геймплей, а также хорошую графику ПК-версии.
Игра была плохо принята любителями оригинальной Operation Flashpoint: хоть в Dragon Rising и есть много общего с прошлой частью (открытый мир, симуляция боевых действий), но она облегчена и направлена на более широкий круг игроков.
Кирилл Волошин в одной из статей в журнале Игромания так описывал различия между первой и второй игрой:
Чехам как-то удивительно не везет на издателей. Сиквел атмосферного чешского ужастика The Black Mirror повторил судьбу военно-полевого шутера Operation Flashpoint: владельцы бренда отобрали у разработчиков права на созданную ими игру и отдали их в руки совершенно незнакомым людям. В итоге из Operation Flashpoint 2 и The Black Mirror 2 вышли неплохие игры, которые, однако, имеют к оригиналу примерно такое же отношение, как голливудский «Звонок» — к японскому.